# Essência de terebintina
A essência de terebintina é um solvente vegetal, obtido da destilação de resinas de pinho. É o solvente tradicional das tintas a óleo.
Bastante clarificada, isenta de impurezas, atua como fungicida entre as camadas de tinta a óleo e o tecido da tela de pintura, ajudando na conservação. Incolor. Não altera a cor das tintas.
A essência de terebintina deve ser utilizada na diluição da tinta a óleo na pintura em tela nas primeira camadas de pintura e deve agregar-se o óleo de linhaça à medida que se vão sobrepondo camadas. Este principio é chamado de ”gordo sobre o magro” e evita o surgimento de rachaduras na superfície da pintura.